# Roustam Ibraguimbekov
Pour les articles homonymes, voir Rostam (homonymie).
Roustam Ibraguimbekov, (en azéri : Rüstəm Məmməd İbrahim oğlu İbrahimbəyov ; en russe : Рустам Ибрагимбеков), né le 5 février 1939 à Bakou en RSS d'Azerbaïdjan (Union soviétique) et mort le 10 mars 2022 à Moscou (Russie), est un scénariste, dramaturge et producteur soviétique, russe et azerbaïdjanais, bien connu à l'étranger.

## Biographie
Roustam Ibraguimbekov est diplômé de l'Institut du pétrole et de chimie d'Azerbaïdjan en 1963 et complète ses études à l'Institut de l'analyse des systèmes à Moscou. Puis, il étudie l'écriture du scénario aux Cours supérieurs de formation des scénaristes et réalisateurs (1967) et la réalisation de films (1974) à l'Institut de cinématographie Gerassimov. Il signe plus de quarante scénarios de longs métrages et téléfilms, de nombreuses pièces de théâtre et des œuvres en prose.
Rustam Ibragimbekov est membre de l'Académie européenne du cinéma et de l'Académie des arts et des sciences du cinéma.

## Filmographie

### Scénariste
- 1969 : Dans une ville du Sud (В одном южном городе) d'Eldar Kouliev
- 1969 : Le Soleil blanc du désert (Белое солнце пустыни) de Vladimir Motyl, coécrit avec Valentin Iejov
- 1969 : Le Dit du tchékiste (ru) (Повесть о чекисте) de Boris Dourov
- 1970 : Une journée tranquille à la fin de la guerre (Спокойный день в конце войны) de Nikita Mikhalkov
- 1973 : J'ai alors dit non (И тогда я сказал нет) de Pavel Arsenov (ru)
- 1976 : Cœur, cœur (Сердце… сердце…) d'Eldar Kouliev
- 1977 : L'Anniversaire (ru) (День рождения) de Rasim Ojagov
- 1978 : Stratégie des risques (ru) (Стратегия риска) de Alexandre Prochkine
- 1978 : La Datcha pour une famille (ru) (Дачный домик для одной семьи) de Youli Gusman (ru)
- 1979 : Interrogatoire (ru) (Допрос) de Rasim Ojagov
- 1983 : Le Mystère de l'horloge de bateau (ru) (Тайна корабельных часов) de Rufat Shabanov
- 1984 : Park de Rasim Ojagov
- 1986 : Protège-moi, mon talisman (ru) (Храни меня, мой талисман) de Roman Balaïan
- 1987 : Une autre vie (ru) (Другая жизнь) de Rasim Ojagov
- 1987 : Indicateur (ru) (Филёр) de Roman Balaïan
- 1989 : Ölsam... bagisla (ru) (Храм воздуха) de Rasim Ojagov
- 1990 : Auto-stop (Автостоп) de Nikita Mikhalkov
- 1991 : Urga (Урга — территория любви) de Nikita Mikhalkov
- 1992 : Voir Paris et mourir (Увидеть Париж и умереть) d'Alexandre Prochkine
- 1994 : Soleil trompeur (Утомлённые солнцем) de Nikita Mikhalkov
- 1998 : Le Barbier de Sibérie (Сибирский цирюльник) de Nikita Mikhalkov
- 1998 : Est-Ouest de Régis Wargnier
- 2000 : Balalaika (en) d'Ali Özgentürk (en)
- 2004 : La nuit est claire (Ночь светла) de Roman Balaïan
- 2010 : Soleil trompeur 2 (Утомлённые солнцем 2: Предстояние) de Nikita Mikhalkov

### Producteur
- 1989 : Taxi Blues (Такси-блюз) de Pavel Lounguine
- 1990 : Douba-Douba (Дюба-дюба) d'Alexandre Khvan (ru)
- 2004 : Nomad (Кочевник) de Sergueï Bodrov